# Time division multiple access
Il time division multiple access (letteralmente "accesso multiplo a divisione di tempo"), sigla TDMA, è una tecnica di multiplazione numerica in cui la condivisione del canale è realizzata mediante ripartizione del tempo di accesso allo stesso da parte degli utenti.
Vi sono due tipi di multiplazione a divisione di tempo:
- multiplexing a divisione di tempo sincrono (STDM), noto anche come multiplexing a divisione di tempo quantizzato, prevede che ogni dispositivo abbia a disposizione un'identica porzione di tempo (slot) e che questi ne vengano in possesso attraverso uno schema di tipo round robin (vedi ad esempio scheduler). Quando si dice semplicemente multiplexing a divisione di tempo (TDM), si intende normalmente questa tecnica. Vedi Time Division Multiplexing.
- multiplexing statistico, simile a STDM, con la differenza che ai dispositivi che non devono trasmettere dati non viene assegnato il controllo del canale di trasmissione, vedi commutazione di pacchetto.